# Eddie Alexander
Edward "Eddie" Alexander (Huntly, 10 de agosto de 1964) é um ex-ciclista britânico que competiu nos Jogos Olímpicos de 1988, em Seul.